# Lavedan
Pour les articles homonymes, voir Lavedan (homonymie).
Le Lavedan, en gascon eth Lavedan (/et laβedã/), en occitan lo Lavedan (/lu laβedã/), parfois désigné par la formule « vallées des Gaves », est une région naturelle des Pyrénées, située dans le département des Hautes-Pyrénées en région Occitanie et constituée par les vallées du bassin du gave de Pau en amont de la ville de Lourdes, avec notamment les localités d'Argelès-Gazost, Luz-Saint-Sauveur, Pierrefitte-Nestalas, Cauterets, Gavarnie, Arras-en-Lavedan, Arrens...
Sous l'Ancien Régime, elle correspondait à la vicomté de Lavedan, partie du comté de Bigorre, situé dans la province de Gascogne. Le Lavedan était divisé en sept « vallées », dont les habitants jouissaient d'une assez grande autonomie dans le cadre du système féodal.

## Étymologie
Le nom du Lavedan est documenté sous des formes anciennes en latin dès le IXe siècle, puis en gascon : in pago Lavetanense (v. 860), Levitanensis vicecomes (v. 980), vicecomites Levitanicæ vallis (v. 1060), Ramundus de Levitania (1095), homines Baredgie et Levitani (v. 1110), A. de Laueda (1114), Aramon Garsie de Lavedan (1283), terram de Lavedaa (1285). 
Il est constitué du suffixe latin -itanus (>-itan/-etan) typique notamment des noms de peuples ibériques et d'un radical lau-/leu-, qui signifie « sapin » en parler de la région de Lourdes.

## Géographie

### Hydrographie et relief
Le Lavedan correspond au bassin du gave de Pau en amont de Lourdes, avec notamment les vallées du gave de Gavarnie, du gave de Cauterets, du gave d'Azun, du gave du Lavedan, du ruisseau du Bergons, et de leurs affluents (le gave d'Estaing, etc.) ; il inclut aussi une fraction du bassin de l'Ouzoum, qui est aussi un affluent du gave de Pau, mais dont le confluent se trouve en aval de Lourdes. 
(G) Affluent rive gauche ; (D) Affluent rive droite ; (=) Cours principal (synonyme).
Ces vallées sont entourées de sommets et de chaînons pyrénéens tels que le pic du Balaïtous, le pic du Midi d'Arrens, le pic de Gabizos, le cirque de Gavarnie, etc.

### Les sept vallées du Lavedan

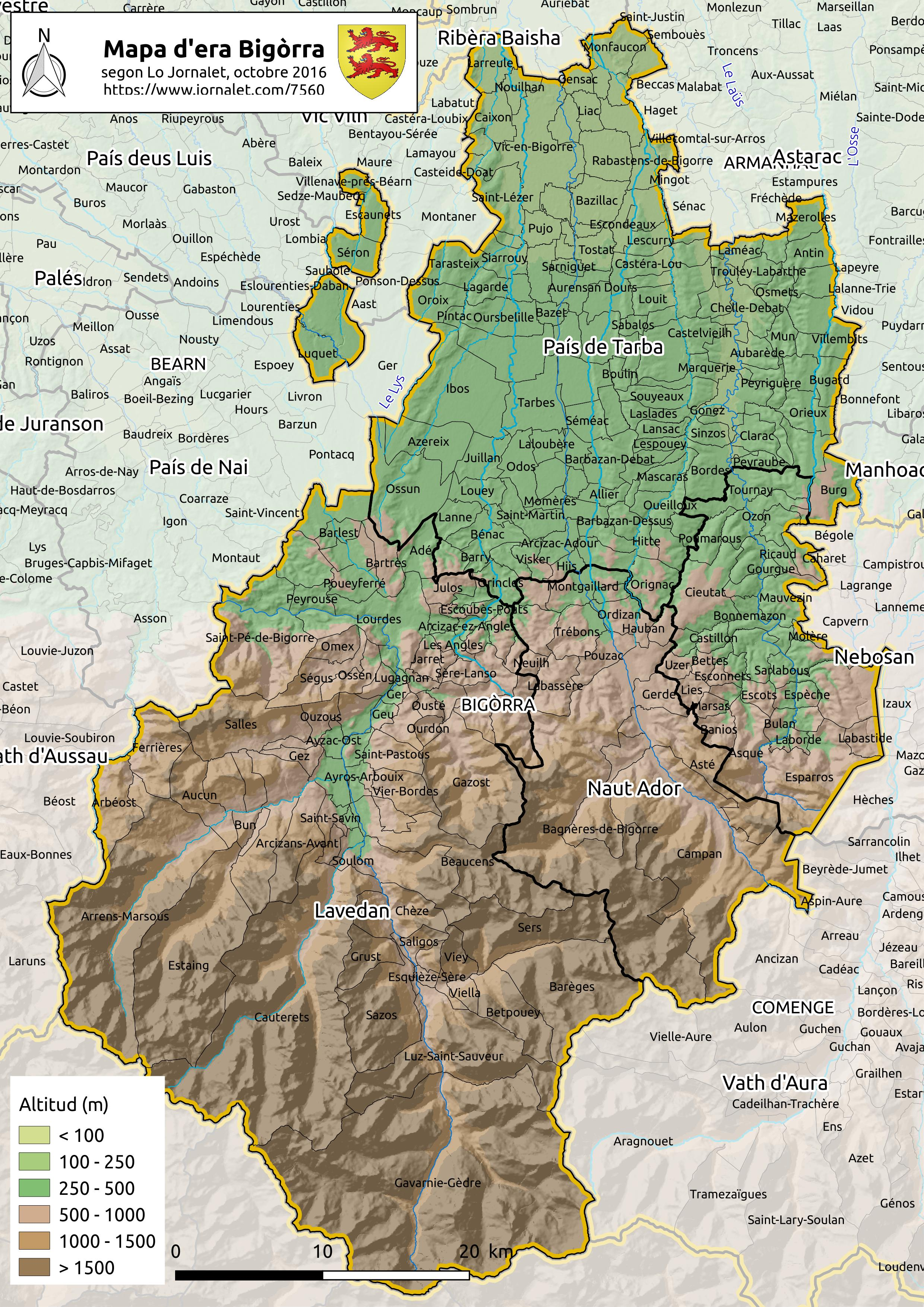
Carte topographique de la Bigorre, incluant le Lavedan

Le Lavedan est composé de sept entités jadis relativement auto-suffisantes et autonomes, désignées en gascon par les mots vath (« vallée »), arribèra (« rivière »)  ou estrem (« vallée excentrée ») :
- La Vallée de Batsurguère (Vath Surguèra, prononcé /bat surguère/) : petite vallée rive gauche à l'entrée du Lavedan qui regroupe les communes de Ségus, Aspin-en-Lavedan, Ossen, Omex, Viger.
- la Vallée de Castelloubon (estrem de Castèth-lobon, prononcé /casteth loubou/) : correspondant au bassin du Néez, nom du château situé sur Cheust et Ourdis-Cotdoussan fondé par le premier vicomte du Lavedan, Mansion Loup, issu de la dynastie des Loup Ier de Vasconie[12] (source non consensuelle) qui a donné des ducs de Vasconie et des comtes de Bigorre, au début du Xe siècle. Ce château fut la résidence des vicomtes de Lavedan jusqu'au début du XIe siècle. Le Castelloubon regroupe les communes de Juncalas, Geu, Ger, Lugagnan, Saint-Créac (qui inclut aujourd'hui Antalos et Justous), Ousté, Berbérust-Lias, Ourdis-Cotdoussan, Germs-sur-l'Oussouet, Cheust, Gazost, Ourdon.
- L'estrèm de Salles ou estrem de Sala ou : Argelès (anciennement Ourout et Vieuzac, devenu Argelès-Gazost en 1897), Ayzac-Ost, Agos-Vidalos, Ouzous, Salles, Sère-en-Lavedan, Gez.
- Le val d'Azun : il est composé des vallées d'Arrens et d'Estaing, ainsi de terres dans la vallée du Bergons et de la rive droite de la haute vallée de l'Ouzoum, il regroupe les villages d'Arrens, de Marsous, d'Aucun, de Gaillagos, d'Arcizans-Dessus, d'Arras-en-Lavedan, de Sireix, de Bun, d'Estaing, d'Arbéost et de Ferrières (incluant Hougarou).
- Le Davant-Aiga (prononcé Dabant-Aygues = à l'Est des eaux) : il correspond à la rive orientale du gave du Lavedan et regroupe les communes de Préchac, Boô-Silhen (incluant Asmets), Saint-Pastous (incluant Senta-Maria), Ayros-Arbouix, Vier-Bordes, Artalens-Souin, Beaucens, Villelongue (incluant Ortiac).
- La Rivière de Saint-Savin (arribèra de Sent Savin) : Saint-Savin, Lau-Balagnas, Adast, Pierrefitte-Nestalas, Soulom, Uz, Cauterets, Arcizans-Avant.
- La vallée de Barèja (Barège) dite « Pays Toy » : Luz-Saint-Sauveur, Sassis, Sazos, Grust, Saligos (incluant Vizos), Chèze, Viscos, Esquièze-Sère, Esterre, Viella, Betpouey, Barèges, Sers, Viey, Gavarnie-Gèdre (incluant Gavarnie et Gèdre).

### Communications
Le Lavedan communique à l'est avec la vallée de Campan (vallée de l'Adour) par le col du Tourmalet et à l'ouest avec la vallée d'Ossau par le cirque du Litor (à l'est du col d'Aubisque ; en effet la rive gauche de la haute vallée de l'Ouzom est ossaloise alors que la rive droite est rattachée au val d'Azun). 
La frontière franco-espagnole au sud, franchissable par de nombreux cols (souvent appelés « ports »), sépare le Lavedan de la région d'Aragon. Aucun de ces cols vers l'Espagne n'est accessible à la circulation automobile (les passages routiers les plus proches sont le col du Pourtalet à l'ouest et le tunnel de Bielsa à l'est).

### Les villes du Lavedan

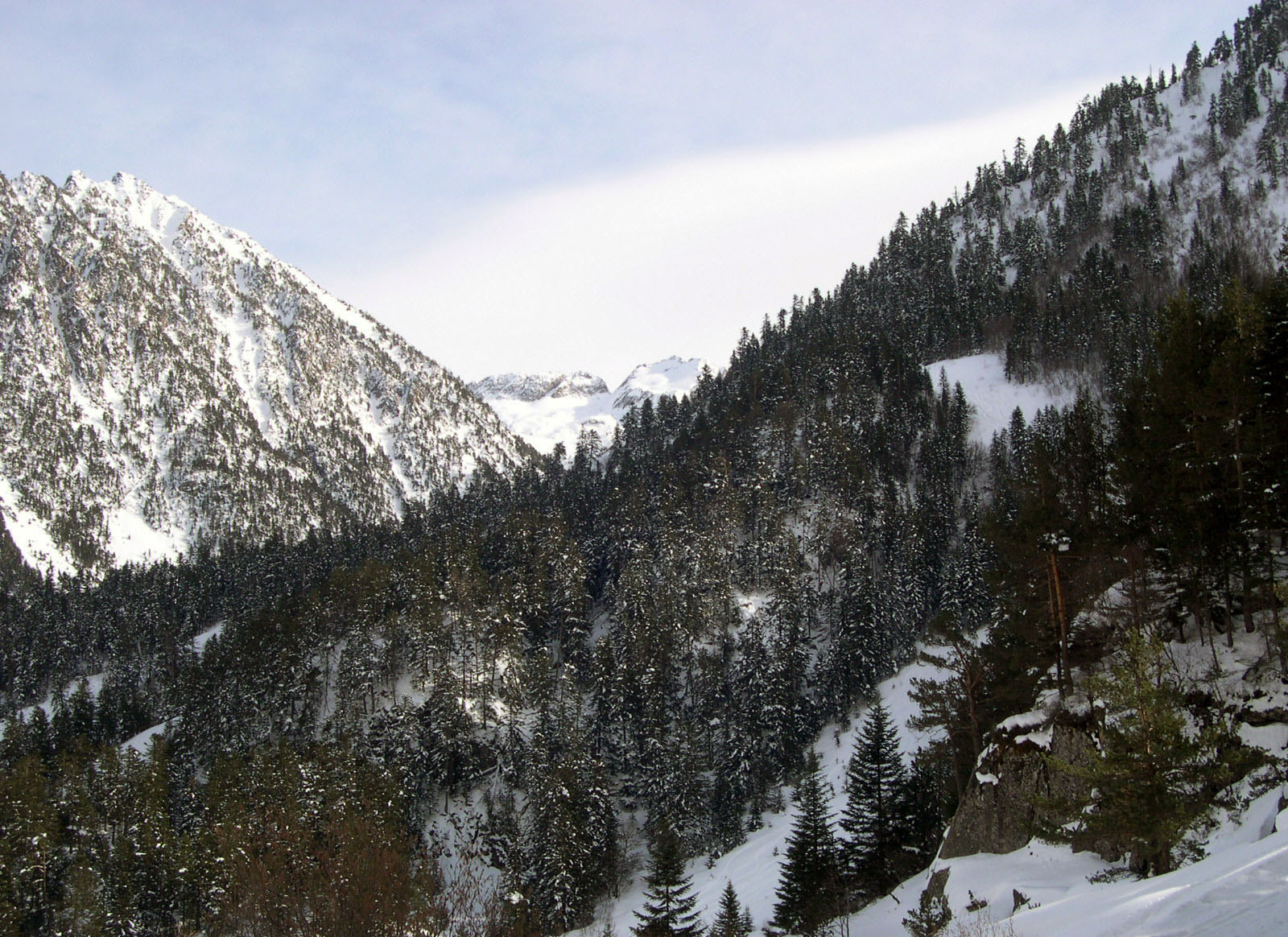
Les Pyrénées enneigées aux alentours de Cauterets.

Les villes principales sont Argelès-Gazost (sous-préfecture des Hautes-Pyrénées), Pierrefitte-Nestalas, Cauterets, Luz-Saint-Sauveur, Gèdre et Gavarnie.

### Les principaux sites montagnards
- Le Vignemale
- Le massif du Néouvielle (Neuvielha), côté de Barèges
- Le cirque de Gavarnie
- Le lac de Gaube
- Pont d'Espagne

## Histoire

### La vicomté de Lavedan au Moyen Âge

#### Les vicomtes de Lavedan
Selon Jean de Jaurgain, la vicomté de Lavedan, qui rassemble les sept vallées, a été créée au début du Xe siècle par les comtes de Bigorre, alors les vassaux des ducs de Gascogne. Le dernier vicomte au XVe siècle, Raimond Garcie VII, ne laisse que des filles dont l'aînée et héritière Jeanne de Lavedan épousa le chevalier Gaston du Lion ; à la génération suivante, la famille du Lion se fond dans la maison capétienne de Bourbon-Lavedan, leur fille Louise du Lion épousant en 1489 Charles de Bourbon. Raimon Garcie a également laissé un fils naturel dont descend l'actuelle famille de Lavedan de Casaubon, propriétaire du château de la Vieille Tour (ou de Cazaubon) à Ayzac-Ost de 1497 à la fin du XXe siècle, représentée à l'Assemblée de la noblesse de Bigorre, en 1789, par François de Lavedan, seigneur de Casaubon,.
Les comtes de Bigorre ont leur résidence à Lourdes, tandis que les vicomtes de Lavedan résident d'abord à Castelloubon. Au début du XIe siècle, ils font construire le château de Beaucens, centre d'une seigneurie regroupant Nouillan, Gézat et Biéla.

#### L'abbaye de Saint-Savin
Le pouvoir des vicomtes de Lavedan est contrebalancé par une autre puissance féodale, celle de l'abbaye bénédictine de Saint-Savin. En 945, le comte Raymond Ier de Bigorre la dote richement, lui attribuant un territoire appelé « pascal de Saint-Savin » comprenant les huit villages de Saint-Savin, Castet, Lau, Balagnas, Adast, Nestalas, Soulom et Us ; l'église Saint-Jean-de-Saint-Savin est l'église paroissiale. 
En 1080, elle s'associe à l'abbaye Saint-Victor de Marseille.

#### La guerre de Cent Ans et ses suites
Un changement de suzerain intervient pendant la Guerre de Cent Ans. Le traité de Brétigny (1360) cède en effet le comté de Bigorre aux Anglais, mais il est reconquis en 1370. 
En 1425, le comté passe à la  maison de Foix, qui détient aussi le Béarn et, à partir de 1479, la couronne de Navarre. En 1517, les possessions des comtes de Foix passent à la maison d'Albret, dont le plus illustre descendant, Henri III de Navarre, accède au trône de France en 1589, sous le nom d'Henri IV. En 1607, le comté de Bigorre, dont le Lavedan, est intégré dans le domaine royal français.

### Liste des vicomtes de Lavedan

#### Maison de Castelloubon (vers 940-vers 1510)
La première maison vicomtale (Xe – XVe siècles) des seigneurs de Castelloubon est réputée descendre des comtes de Bigorre, eux-mêmes réputés descendre des comtes et ducs de Gascogne. 
- Mansion Loup, † vers 940, fils de Loup Donat comte de Bigorre, et petit-fils de Donat Loup (fl. dans la deuxième moitié du IXe siècle) et Faquilo/Faquilène (fille du comte Mansio/Mansion de Gascogne ; † après 907)[20] (ou  : directement fils de Donat Loup et Faquilo ; de plus, pour certains, Faquilo serait en fait de Rouergue et non de Gascogne, une raymondine fille de Raymond Ier de Rouergue-Toulouse ?)

- son fils Aner, † vers 975 (le frère cadet d'Aner, Anerils, est vicomte de Sault et père de Bernard Ier vicomte de Sault)

- Fortanier Ier, † vers 1023, x Wisola de Mauléon vicomtesse de Soule (la sœur de Fortanier, Amerna, épouse Louis comte de Bigorre, † vers 1000/1009)

- Garcia Fort, † vers 1037 (ses frères cadets sont Loup Atton et Guillaume Fort, vicomtes de Soule)

- Raimond Garcie Ier, † vers 1075 (son frère cadet Etienne de Mauléon est évêque d'Oloron en 1060-1073/1078)

- Auger, † après 1080

- Raimond, † vers 1100

- Arnaud Ier, † vers 1144, x Oria de Pailhars

- Raimond Garcie II, † vers 1186/1215, x Cornélie de Barbazan

[le frère cadet de Raimond Garcie II, Arnaud Ier de Beaucens, † vers 1185, est la souche de la branche de Beaucens : < Fortanier Ier, † vers 1207 < Arnaud II < Fortanier II < Fortanier III < Guillaume < Arnaud III, x Aigline de Navailles < Fortanier IV, x Brunissende de Gerderest, fille d'Aner de Gerderest et d'Eléonore de Béarn réputée fille naturelle de Gaston Fébus ; Brunissende fut aussi l'épouse d'Arnaud IV de Lavedan ci-dessous < Jeanne de Beaucens (vers 1395-1428), femme d'Arnaud V de Lavedan ci-dessous] 
- Pérégrin Ier, † vers 1215, fils de Raimond Garcie II

- Raimond-Garcie III, † vers 1228

- Pérégrin II, † vers 1253, x Simone de Dours

- Raimond Garcie IV, † vers 1293 (son frère cadet Pérégrin continue les sires de Dours)

- Arnaud II, † 1319, x Béatrice d'Esparros (sa sœur Brunissende épouse Arnaud d'Aure vicomte de Larboust)

- Raimond-Garcie V, † 1339

- Arnaud III, † 1360

- Raimond-Garcie VI, † 1411

- Arnaud IV, † 1422, mari de Brunissende de Gerderest ci-dessus, et de Cébilie de Coarraze (la sœur d'Arnaud IV, Bertrande, épouse Jean II d'Aure vicomte d'Aster ; leur sœur Comtesse épouse Comte-Bon IV d'Antin)

- Arnaud V (vers 1385-1444), fils d'Arnaud IV et Cébilie, épouse sa lointaine cousine Jeanne de Beaucens (vers 1395-1428) ci-dessus (Arnaud V a pour frère Raimond Garcie abbé de St-Savin ; leur sœur Galiane épouse Bernard vicomte de Rivière/Rivière-Basse : leur petite-fille Marie de Rivière x Jean de Pardaillan de Gondrin)

- Raimond Garcie VII (vers 1415-1492), fils d'Arnaud V et de Jeanne de Lavedan-Beaucens, x Bellegarde fille d'Arsieu/Aysinus V de Montesquiou

- Jeanne de Lavedan x 1467 Gaston du Lion (cf. Revue de l'Agenais, 1885, p. 128), seigneur des Quatre-Vallées par don d'Isabeau d'Armagnac

- Louise du Lion, † après 1507, fille de Gaston du Lion et Jeanne de Lavedan, vicomtesse de Lavedan, dame de Barbazan, Malauze-en-Quercy et des Quatre-Vallées : les vallées d'Aure, Barousse, Neste et Magnoac ; x 1489 le capétien Charles de Bourbon, † 1502, fils naturel du connétable Jean II duc de Bourbon et Louise d'Albret : postérité

#### Maison de Bourbon-Lavedan (1510-1610)
- Hector de Bourbon († 1525 à Pavie, sans postérité) ;

- Jean de Bourbon, † 1549, qui fait la suite des vicomtes de Lavedan de la Maison de Bourbon-Lavedan (voir à cet article l'arbre généalogique) : Jean épousa x 1° 1529 Antoinette d'Anjou-Mézières (fille d'Antoinette de Chabannes-Dammartin (arrière-petite-fille de Louis XI) et de René d'Anjou-Mézières, lui-même fils de Louis d'Anjou-Mézières et petit-fils de Charles d'Anjou-Maine ; sa sœur Renée (ou Aymée) d'Anjou avait épousé le vicomte Hector de Bourbon-Lavedan ; elles étaient sœurs de Nicolas d'Anjou-Mézières (qui fut le père de Renée d'Anjou-Mézières duchesse de Montpensier) et de Françoise d'Anjou-Mézières comtesse de Dammartin) ; puis x 2° 1539 Françoise de Silly-Lonrai (?-1571 ; on la retrouvera un peu plus loin ; fille d'Aimée de La Fayette dame de Laigle, et de François de Silly-Longray, branche aînée des Silly — famille normande du Cotentin dont la branche cadette était constituée par les Silly-La Roche-Guyon)

- Anne de Bourbon, † 1594, fils du premier lit du vicomte Jean de Bourbon

- Jean-Jacques de Bourbon, † 1610

#### Maison de Montaut-Bénac (1610-1684)
À la mort en 1610 du vicomte Jean-Jacques de Bourbon-Lavedan, apparaît un problème de succession : sans postérité directe, il lègue la vicomté à sa veuve et deuxième épouse, Marie de Gontaut-Saint-Géniès. 
- Marie de Gontaut-St-Geniès, fille d'Armand de Gontaut-St-Geniès et de Jeanne de Foix-Almenêches, arrière-petite-fille de Gaston IV de Foix-Navarre, petite-fille de Jacques et fille de Frédéric de Foix x Françoise de Silly-Longray (cette dernière fut aussi la deuxième femme du vicomte Jean de Bourbon-Lavedan ci-dessus) ; Marie de Gontaut fut aussi mariée à Philippe (Ier) de Montaut-Bénac (1536-99, fils de Jean-Marc de Montaut-Bénac et Madeleine d'Andouins dame de Navailles, et frère aîné de Bernard de Montaut-Bénac ; ce dernier était l'époux de Tabitha de Gabaston dame de Navailles et le père de Philippe Ier ou II de Montaut-Bénac-Navailles) :

- Philippe Ier/II de Montaut-Bénac (1579-1654), neveu donc par alliance de Marie de Gontaut et Jean-Jacques de Bourbon, baron de Navailles, 1er duc et pair de Lavedan en 1650, mari de Judith de Gontaut dame de Saint-Geniès et de Badefol (nièce paternelle de Marie de Gontaut, son père Hélie de Gontaut étant le frère de Marie).

- son fils Philippe II ou III de Montaut-Bénac (1619-1684), maréchal-duc de Navailles), 2e duc et pair de Lavedan de 1654 à 1660, puis simple vicomte en échange de l'érection de sa terre de Villebois-Lavalette en duché-pairie de Montaut ; d'où postérité.

#### Prétendants de la maison de Bourbon-Lavedan-Malause (1610-1667)
Mais Jean-Jacques de Bourbon avait négligé les droits de ses neveux Montvallat (fils de sa sœur Jeanne), de ses cousins Bourbon-Lavedan-Barbazan (issus de son oncle Manaud, frère puîné d'Anne(t) de Bourbon), et de ses cousins Bourbon-Lavedan-Malause (issus du deuxième mariage de son grand-père le vicomte Jean de Bourbon avec Françoise de Silly.
- Henri Ier de Bourbon-Lavedan-Malause (1544-1611 ; demi-frère d'Anne(t) et Manaud, frère de Louise II abbesse de Fontevraud en 1611-37), se proclame vicomte de Lavedan dès 1610 ;

- son fils Henri II (1575-1647),

- le fils de ce dernier, Louis (1608-1667 ; postérité).

#### Maisons d'Orléans-Rothelin et de Rohan-Rochefort (?-1789)
- Charles-Jules de Rohan-Rochefort (1729-1811), dernier vicomte de Lavedan (jusqu'en 1789), titre obtenu par son mariage avec Charlotte-Henriette d'Orléans-Rothelin[22].

### Le Lavedan dans la France d'Ancien Régime

#### Les communautés montagnardes et les coutumes du Lavedan
Du fait de leur isolement, les communautés montagnardes conservent une grande autonomie à travers les coutumes du Lavedan. 
Cette autonomie est liée à l'existence des assemblées des chefs de maisons (assemblées dont peuvent faire partie les femmes). L'ancien droit pyrénéen prévoit en effet la dévolution absolue du patrimoine et du nom de la maison au premier né, fille ou garçon. Par maison, il faut donc entendre, non seulement les bâtiments à usage d’habitation mais également la famille, au sens élargi du terme, les granges, les prés, les animaux, les outils, les droits de parcours et de dépaissance, les droits de passage et d’utilisation de l’eau ainsi que l'entretien des multiples canaux qui, à la belle saison, permettent d'utiliser les gaves pour irriguer les prés. Ces canaux sont indispensables à la prospérité de cette économie montagnarde car ils assurent la repousse du regain (ardalh, de arre-dalh, ce que l'on fauche après la fenaison).
Qui plus est, dans les estives où l'on amène paître les brebis dès la belle saison, les communautés paysannes jouissent de droits spécifiques qui supplantent ceux des vicomtes du Lavedan sur le territoire même de leur domaine seigneurial : le droit de pignorer (infliger des amendes) ou de carnaler (saisir, voire tuer, une bête qui aurait franchi la limite d’une estive). Ces droits coutumiers sont d'autant plus appliqués que les montagnards du Lavedan sont des hommes libres et, de ce fait, armés : ils portent l'épée, le coutelas, l'arbalète et sont prompts à s'en servir qu'il s'agisse d'affronter un fauve (loup, ours, loup-cervier) ou l'une de ces nombreuses bandes d'aventuriers qui peuvent franchir les ports (cols) pyrénéens. On est en présence d'un ensemble robuste d'institutions appartenant à la société civile et qui ont permis aux communautés lavedanaises de vivre, depuis des siècles, dans un environnement pouvant se révéler hostile à la fois pour des raisons liées au relief et aux conditions climatiques mais également du fait de la proximité avec le monde ibérique dont l'histoire est tumultueuse.
Or, tout ce système complexe de solidarités entrecroisées fonctionne de manière autonome : il en est ainsi à l’échelle du village, c'est-à-dire sur un vaste territoire communal qui commence dans le fond des vallées pour aller jusqu'aux estives des sommets, mais aussi au niveau des fédérations de villages, puis à l'échelle de chacune des 7 vallées et, in fine, pour le Lavedan tout entier. De facto, si ce n'est de jure, on est en face d'un ensemble de petites république fédérées qui s'imbriquent les unes dans les autres.  

#### Le pouvoir royal
La capitale du comté de Bigorre, Tarbes, est le siège d'une sénéchaussée qui fonctionne jusqu'en 1789, notamment pour les élections aux États généraux de 1789.
Le pouvoir[réf. nécessaire] fait ériger[Quand ?] un gibet sur une colline près de Lourdes (non loin de l'emplacement de l'actuelle gare du funiculaire du Pic du Jer) afin d'effrayer les montagnards, mais leurs révoltes[réf. nécessaire] ne cessent pas pour autant. 
Ils refusent de payer la gabelle du sel et chassent les gabelous. Ils vont jusqu'à assassiner le procureur du roi[Quand ?] après l'avoir ridiculisé en le promenant, nu, juché à l'envers sur un âne[réf. nécessaire] : il est ensuite précipité du haut d'une falaise, au-dessus du gave d'Azun, non loin d'Argelès-Gazost, un endroit qui s'appelle encore « le saut du procureur ». Seul l'envoi de troupes fait plier les Lavedanais[réf. nécessaire].

### Le Lavedan après 1789

#### La Révolution
Pour les États généraux de 1789, les deux députés du Tiers état pour la sénéchaussée de Tarbes sont Bertrand Barère, de Tarbes, avocat, et Pierre Dupont, de Luz, avocat, assesseur de la vallée de Barèges.
À la suite de la réforme du clergé (1791) et de la nationalisation des biens de l'Église, les bâtiments de l'abbaye de Saint-Savin sont détruits. 
Le château de Beaucens est incendié en 1792, ce qui entraîne la disparition de nombreux documents d'archives.

#### La fin des coutumes
La suppression des privilèges (4 août 1789), puis la réforme administrative de la fin de l'année (création des communes et des départements) mettent fin au système coutumier du Lavedan.
Puis, en 1804, est promulgué le Code Napoléon qui réduit encore les particularismes (notamment en rendant obligatoire l'héritage égal de tous les enfants). 
Des maisons demeureront cependant encore vivantes notamment dans le pays Toy (autour de Luz) et dans le val d'Azun : ces deux vallées seront les dernières à préserver leurs traditions d'autonomie.[réf. nécessaire]

#### Les évolutions desXIXesiècleetXXesiècles
Une ligne de chemin de fer de Lourdes à Pierrefitte-Nestalas est opérationnelle à partir de 1871 (gare à Argelès-Gazost). Elle est sous le contrôle de la Compagnie du Midi et constitue un embranchement de la ligne de Toulouse à Bayonne. Certains trains (« Le rapide de Paris ») viennent directement de Paris. Cette ligne est fermée en 1993.

## Économie
Sur les pentes du Pic du Midi de Bigorre et du col du Tourmalet, le domaine du Tourmalet offre le plus grand domaine skiable des Pyrénées françaises. 
Les stations de ski de Cauterets , de Luz-Ardiden, de Hautacam, de Gavarnie-Gèdre et de Val d’Azun sont également réputées.